# XB-8轟炸機
Fokker XB-8是福克公司於1930年代為美國陸軍航空兵團製造的轟炸機，源自於Fokker O-27觀測機。

## 發展

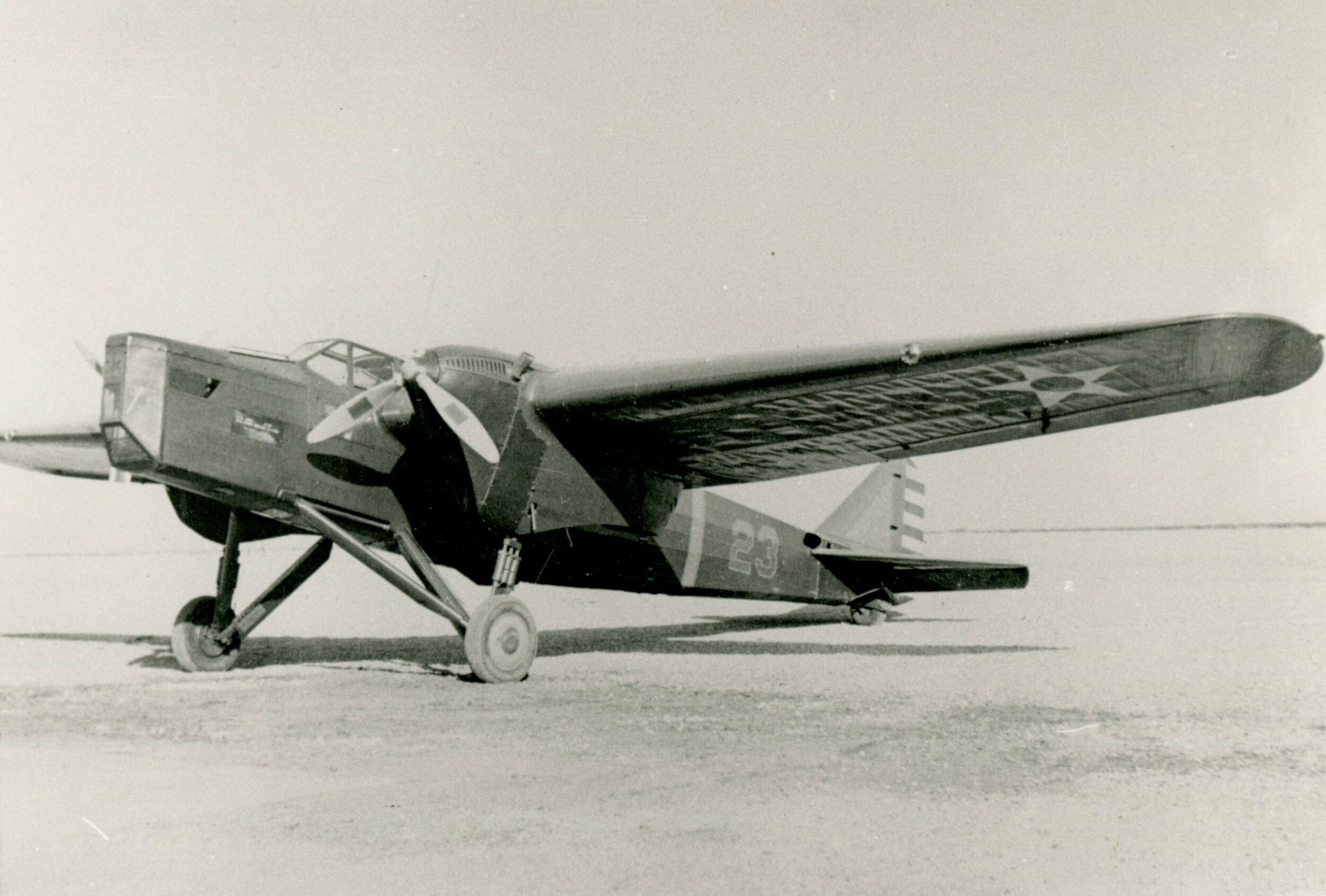
Fokker O-27

在組裝過程中，第二架原型機XO-27改裝成轟炸機，並稱為XB-8。雖然XB-8比當時服役的雙翼轟炸機速度快很多，但其載彈量過小。美國陸軍航空兵團共訂購了2架YB-8和4架Y1B-8，但在生產過程中被更改為Y1O-27。
XB-8和XO-27的機翼完全由木材製成，機身由覆蓋有織物的鋼管製成，機頭則由波紋金屬構成。該機是第一款具有可伸縮起落架的陸軍航空兵轟炸機，起落架可以由電動操控。
XB-8/YO-27的競爭對手是道格拉斯 Y1B-7。兩者的性能都遠遠超過當時服役的大型雙翼轟炸機，然而XB-7的性能明顯優於XB-8，因此XB-8的後續計畫被停止。

### 註記
1. 1 2 3  Cellier, Alfred, , Flight, 23 August 1934: 864  [2023-11-29], （原始内容存档于2015-04-07）
2. ↑  Pelletier 2005, p. 64.

### 書目
- Pelletier, Alain J. "Fokker Twilight". Air Enthusiast, No. 117, May/June 2005, pp. 62–66. ISSN 0143-5450.
- Wagner, Ray. American Combat Planes. New York: Doubleday, 1982. ISBN 0-930083-17-2.

## 外部連結
- O-27 USAAS 1000 Aircraft Photos[永久]
- Army's Mystery Plane Passes Speed Test （页面存档备份，存于） – Popular Science
- Atlantic (Fokker) XB-8 – National Museum of the US Air Force